# Estefania de Hohenzollern-Sigmaringen
Estefania de Hohenzollern-Sigmaringen (alemany: Stephanie von Hohenzollern-Sigmaringen)  (Krauchenwies, 15 de juliol de 1837 - Lisboa, 17 de juliol de 1859) va ser una princesa alemanya de la casa de Hohenzollern, filla del príncep de Hohenzollern-Sigmaringen. Va ser reina consort de Portugal (1858-1859) pel seu matrimoni amb Pere V de Portugal, però el regnat va ser breu a causa de la seva mort prematura, als 22 anys, a causa de la diftèria.

## Orígens
Va néixer el 15 de juliol de 1837 al castell de Krauchenwies, a prop de Sigmaringen. Nascuda en una de les famílies de l'alta noblesa alemanya, va ser la filla gran del príncep Carles Antoni de Hohenzollern-Sigmaringen i de la princesa Josefina Frederica de Baden, filla del gran duc de Baden.

## Primers anys
Durant la seva infància va rebre una bona educació per part d'una institutriu francesa, Madame Naudin. Va aprendre francès, italià, anglès i portuguès. Fins als dotze anys, va passar la seva vida al castell de Sigmaringen, fins que arran de la revolució de 1848, els seus pares van decidir traslladar-la a Basilea i, després, a Neisse, a la regió de Silèsia, fins al 1852. En el transcurs d'aquests anys, el 7 de desembre de 1849, els estats dels Hohenzollern-Sigmaringen van ser incorporats al regne de Prússia per acte de cessió i abdicació.
El 1852 la família va establir la seva residència Düsseldorf, arran del nomenament del seu pare com a tinent-general de l'exèrcit prussià i comandant de la divisió de Rin. Molt sovint, els seus pares convidaven artistes, literats i altres personalitats, amb les quals va tenir oportunitat de relacionar-s'hi. Posteriorment va seguir el seu pare per qüestions de la seva carrera militar per les ciutats de Weinburg i Berlín. Estefania va continuar els estudis, sent el dibuix el que tenia més dedicació. Els seus pares passaven les tardes a Weissburg, vora el llac de Constança, on la princesa va fer diverses excursions artístiques.
Va ser presentada oficialment en societat el 1855 a Berlín, sota l'auspici d'Augusta de Saxònia-Weimar-Eisenach, futura emperadriu d'Alemanya.

## Matrimoni
El 1857 Pere V de Portugal va demanar la mà d'Estefania. El primer comunicat oficial va ser a través del comte de Lavradio, Francisco de Almeida, el 21 d'octubre, va sol·licitar-la de manera oficial a Berlín davant del rei de Prússia, cap de la casa de Hohenzollern, el 5 de novembre. Es van iniciar les negociacions encapçalades pel comte, i per part de la banda prussiana, hi va haver el ministre Ludwig Massew. Finalment el rei va donar el seu permís i l'acord matrimonial es va signar a Berlín el 8 de desembre de 1857 i va ser ratificat el 19 de febrer de 1858. La cerimònia de petició de mà oficial va ser celebrada a Düsseldorf el 15 o 16 de desembre de 1857.
Finalment, Estefania es va casar amb Pere V primer per poders el 29 d'abril de 1858 a la catedral de Santa Eduvigis, en una cerimònia seguint el ritu catòlic i amb presència d'una notable concurrència de la reialesa i la noblesa prussiana. En el lloc del monarca portuguès hi va haver el germà de la núvia, Leopold. Amb motiu de la seva marxa, l'Ajuntament de Düsseldorf va obsequiar-la amb un àlbum d'aquarel·les amb representacions de la ciutat i els seus voltants, fetes pels principals pintors de la ciutat, perquè la princesa pogués recordar els anys que hi va residir.

### Viatge a Portugal
La nova reina va ser conduïda a Portugal en vaixell, en la corbeta Barholomeu Dias. Va embarcar al port d'Oostende el 6 de maig de 1858. De camí, va fer una parada a Anglaterra, on va allotjar-se uns dies amb els seus parents de la família reial britànica fins al dia 11. Va arribar a la capital portuguesa el 18 de maig de 1858, essent rebuda amb tots els honors. El mateix dia es va celebrar el casament de presència amb Pere V a l'església de Sant Domènec i els dies posteriors es van celebrar diversos festeigs.

## Regnat
L'alegria causada pel matrimoni a Portugal va ser efímera. Durant els primers mesos de regnat, Estefania va acompanyar a diversos actes al seu espòs. Va seguir sempre amb enteniment les opinions del monarca i es va mostrar interessada per les seves ocupacions. També va fer diverses obres de caritat i beneficència envers els més desafavorits i, de fet, va mostrar interès en la fundació d'un hospital. Malgrat el poc temps que va ser reina, la població va tenir-la en alta estima i per les seves activitats benèfiques la van anomenar «la benèvola».

## Mort
Al cap de quinze mesos, el 8 de juliol de 1859, mentre els monarques eren de visita a la ciutat de Vendas Novas, va començar a sentir una molèstia a la gola. La reina inicialment no li va donar importància, però els símptomes van empitjor al cap de pocs dies. Els metges van determinar que la reina patia d'una angina diftèrica i que la seva situació era preocupant i que el més probable era que li provoqués la mort. Efectivament, la malaltia li va causar la mort el 17 de juliol de 1859, amb tan sols 22 anys. La seva mort va afectar profundament al seu espòs, al qual van haver de treure de la sala desmaiat per la commoció, i també a la població quan es va saber la notícia.
Va ser enterrada al Panteó Reial de la Casa de Bragança al monestir de Sant Vicenç de Fora. Dos anys més tard va morir el rei.

## Llegat
El seu espòs va fundar un hospital a Lisboa, d'acord amb el desig de la reina, que es va batejar amb el nom d'Hospital Estefania. Es va fundar el 1877 per a oferir atenció als infants, que fins llavors se'ls atenia al mateix centre que els adults. En el moment de la construcció, era un dels millors del món i pioner en l'atenció pediàtrica, i és el bressol de la pediatria a Portugal.
Part de la seva documentació personal, abans de ser reina, es conserva a l'Arxiu de l'Estat de Baden-Württemberg. L'àlbum d'aquarel·les regalat per l'Ajuntament de Düsseldorf es conserva avui al Museu-Biblioteca del Palau Ducal de Vila Viçosa i ha estat objecte de restauració i estudi per part de la Fundació Casa Ducal de Bragança.